# 神 (帰ってきたフライング・アロウ)
『神 (帰ってきたフライング・アロウ)』（原題：The Michael Schenker Group）は、マイケル・シェンカー・グループが1980年に発表した初のスタジオ・アルバム。

## 背景
マイケル・シェンカーはUFO脱退後、スコーピオンズへの一時的な復帰を経て、ゲイリー・バーデン、ビリー・シーン、デニー・カーマッシと共にデモ・レコーディングを行うが、シェンカーの入院により、新プロジェクトは一旦頓挫した。その後、シェンカーとバーデンはドン・エイリー、モ・フォスター、サイモン・フィリップスを加えたラインナップで本作を録音した。なお、マネージャーのピーター・メンチは、ロバート・ジョン・"マット"・ラングをプロデューサーに推薦したが、シェンカーは反対し、最終的にロジャー・グローヴァーが起用された。ジャケット・デザインはヒプノシスによる。
当時エイリーはレインボーのメンバー、フォスターとフィリップスはジェフ・ベック・グループのメンバーであり、シングル「アームド・アンド・レディ」のミュージック・ビデオはシェンカーとバーデンだけで撮影され、続く「クライ・フォー・ザ・ネーションズ」のミュージック・ビデオには新メンバーのポール・レイモンド、クリス・グレン、コージー・パウエルも参加した。

## 反響
本作は全英アルバムチャートで8週トップ100入りして最高8位を記録し、本作からのシングル「アームド・アンド・レディ」は全英シングルチャートで53位、「クライ・フォー・ザ・ネーションズ」は56位を記録した。日本盤LP (WWS-81376)は1980年10月21日に発売され、オリコンLPチャートでは7週トップ100入りして、最高59位を記録した。

## 評価・影響
Eduardo Rivadaviaはオールミュージックにおいて5点満点中4.5点を付け、全体像に関して「大部分の曲は、UFO時代の血脈を引き継いだ率直なハードロック」、「アームド・アンド・レディ」に関して「嵐のようなオープナーで、シェンカーのソロ・ワークとしては疑いなく最も優れた曲」と評している。松本孝弘は、1996年のアルバム『Rock'n Roll Standard Club』で「イントゥ・ジ・アリーナ」をカヴァーした。

## 収録曲
特記なき楽曲はマイケル・シェンカーとゲイリー・バーデンの共作。4. 6.はインストゥルメンタル。
1. アームド・アンド・レディ - "Armed and Ready" – 4:11
2. クライ・フォー・ザ・ネーションズ - "Cry for the Nations" – 5:15
3. ヴィクティム・オブ・イリュージョン - "Victim of Illusion" – 4:47
4. ビジョー・プレジュレット - "Bijou Pleasurette" (Michael Schenker) – 2:20
5. フィールズ・ライク・ア・グッド・シング - "Feels Like a Good Thing" – 3:49
6. イントゥ・ジ・アリーナ - "Into the Arena" (M. Schenker) – 4:17
7. ルッキング・アウト・フロム・ノーホエア - "Looking Out from Nowhere" – 4:35
8. テイルズ・オブ・ミステリー - "Tales of Mystery" – 3:22
9. ロスト・ホライズンズ - "Lost Horizons" – 7:08

### 2000年リマスターCDボーナス・トラック
1. アームド・アンド・レディ（ライヴ） - "Armed and Ready (Live)" - 4:40
2. イントゥ・ジ・アリーナ（ライヴ） - "Into the Arena (Live)" (M. Schenker) - 4:13
3. クライ・フォー・ザ・ネーションズ（ラジオ・エディット） - "Cry for the Nations (Radio Edit)" - 3:35

### 2009年リマスターCDボーナス・トラック
1. ジャスト・ア・ラヴァー（1979デモ） - "Just a Lover (1979 Demo)" - 4:35
2. ルッキング・アウト・フロム・ノーホエア（1979デモ） - "Looking Out from Nowhere (1979 Demo)" - 5:13
3. ゲット・アップ・アンド・ゲット・ダウン（1979デモ） - "Get Up and Get Down (1979 Demo)" - 3:59
4. アフター・ミッドナイト（1979デモ） - "After Midnight (1979 Demo)" - 4:31
5. ブレイクアウト（1979デモ） - "Breakout (1979 Demo)" - 4:42
6. クライ・フォー・ザ・ネーションズ（レディオ・エディット） - "Cry for the Nations (Radio Edit)" - 3:35
7. アームド・アンド・レディ（ライヴ） - "Armed and Ready (Live)" - 4:40
8. イントゥ・ジ・アリーナ（ライヴ） - "Into the Arena (Live)" (M. Schenker) - 4:20

## 参加ミュージシャン
- マイケル・シェンカー - ギター
- ゲイリー・バーデン - ボーカル

アディショナル・ミュージシャン
オリジナルLP
- ドン・エイリー - キーボード
- モ・フォスター - ベース
- サイモン・フィリップス - ドラムス

1979デモ
- ビリー・シーン - ベース
- デニー・カーマッシ - ドラムス

ライヴ（リマスターCDボーナス・トラック）
- ポール・レイモンド - キーボード、リズムギター
- クリス・グレン - ベース
- コージー・パウエル - ドラムス